# L’Isle-d’Espagnac
L’Isle-d’Espagnac [lil depaɲak] ist eine Gemeinde mit 5691 Einwohnern (Stand 1. Januar 2022) im westfranzösischen Département Charente in der Region Nouvelle-Aquitaine.

## Lage
L’Isle-d’Espagnac liegt südlich des Flüsschens Touvre etwa fünf Kilometer (Fahrtstrecke) nordöstlich der Stadt Angoulême in der alten Kulturlandschaft des Angoumois in einer Höhe von etwa 50 Metern ü. d. M.

## Bevölkerungsentwicklung
| Jahr      | 1962 | 1968 | 1975 | 1982 | 1990 | 1999 | 2006 | 2016 |
| Einwohner | 3655 | 3814 | 4960 | 5008 | 4795 | 4921 | 5257 | 5615 |

Im 19. Jahrhundert stieg die Einwohnerzahl von etwa 450 im Jahr 1800 auf über 1000 im Jahr 1900 an. Aufgrund der Nähe zur Stadt Angoulême und vergleichsweise günstiger Immobilienpreise ist die Bevölkerung der Gemeinde im 20. Jahrhundert auf über 5000 Einwohner angewachsen.

## Wirtschaft
Die Gemeinde war über Jahrhunderte landwirtschaftlich geprägt; außerdem gab es mehrere Kalksteinbrüche. Derzeit bestimmen jedoch mehrere klein- und mittelständische Unternehmen, die sich in einem Gewerbegebiet (zone d’activité) im Norden der Gemeinde angesiedelt haben, das wirtschaftliche Geschehen des ansonsten von Kleinhandel, Handwerk und kleinen Dienstleistungsunternehmen geprägten Ortes.

## Geschichte
Eine auf dem Plateau de Bel-Air gefundene obeliskartige Stele stammt aus gallischer oder gallorömischer Zeit; sie befindet sich heute im Musée d’Angoulême. Die romanische Kirche beweist die mittelalterliche Existenz des Ortes; eine aus dieser Zeit stammende Burg (château) wurde bereits im Hundertjährigen Krieg (1337–1453) zerstört.

## Sehenswürdigkeiten

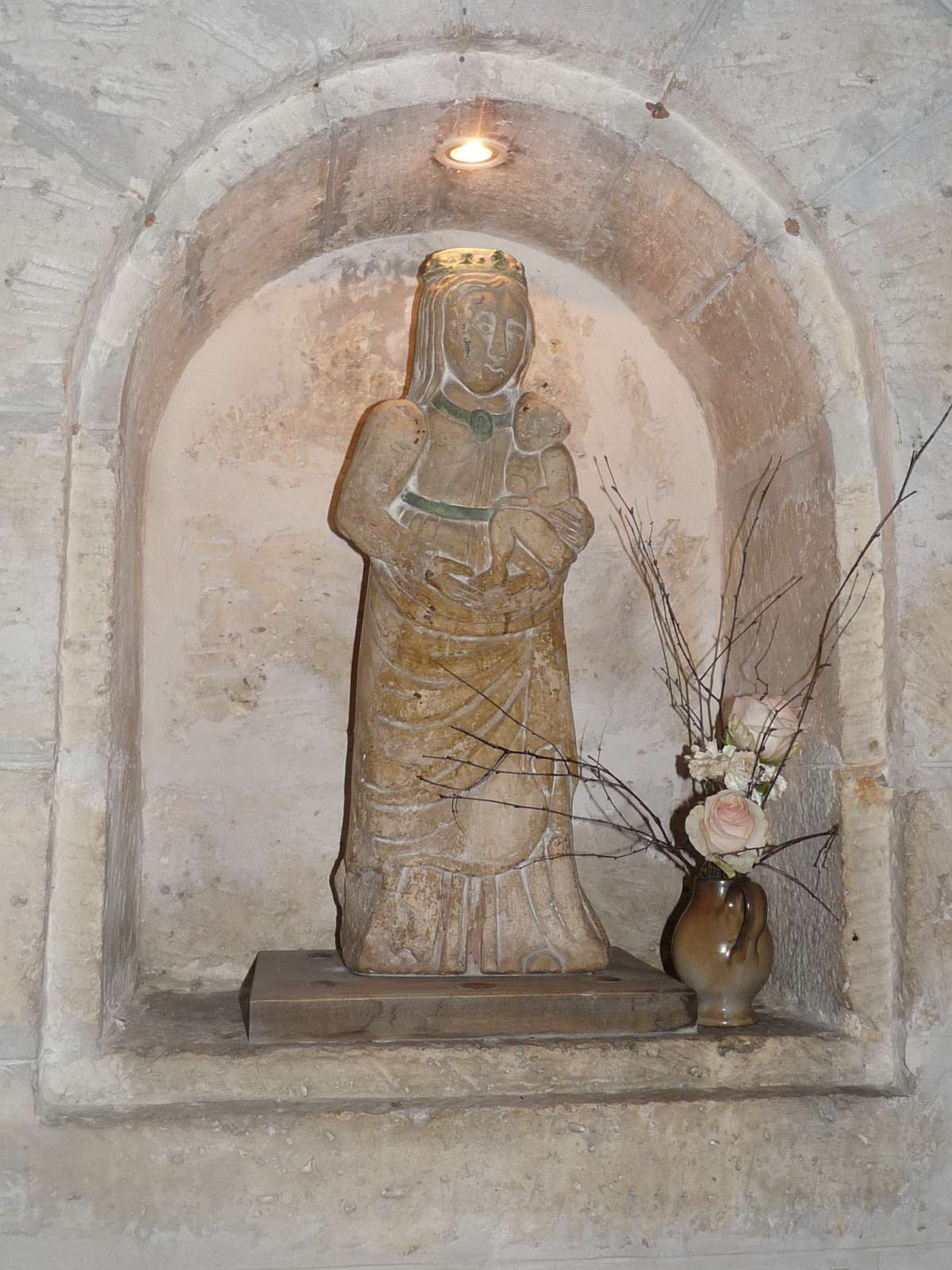
Madonna in der Kirche Saint-Michel

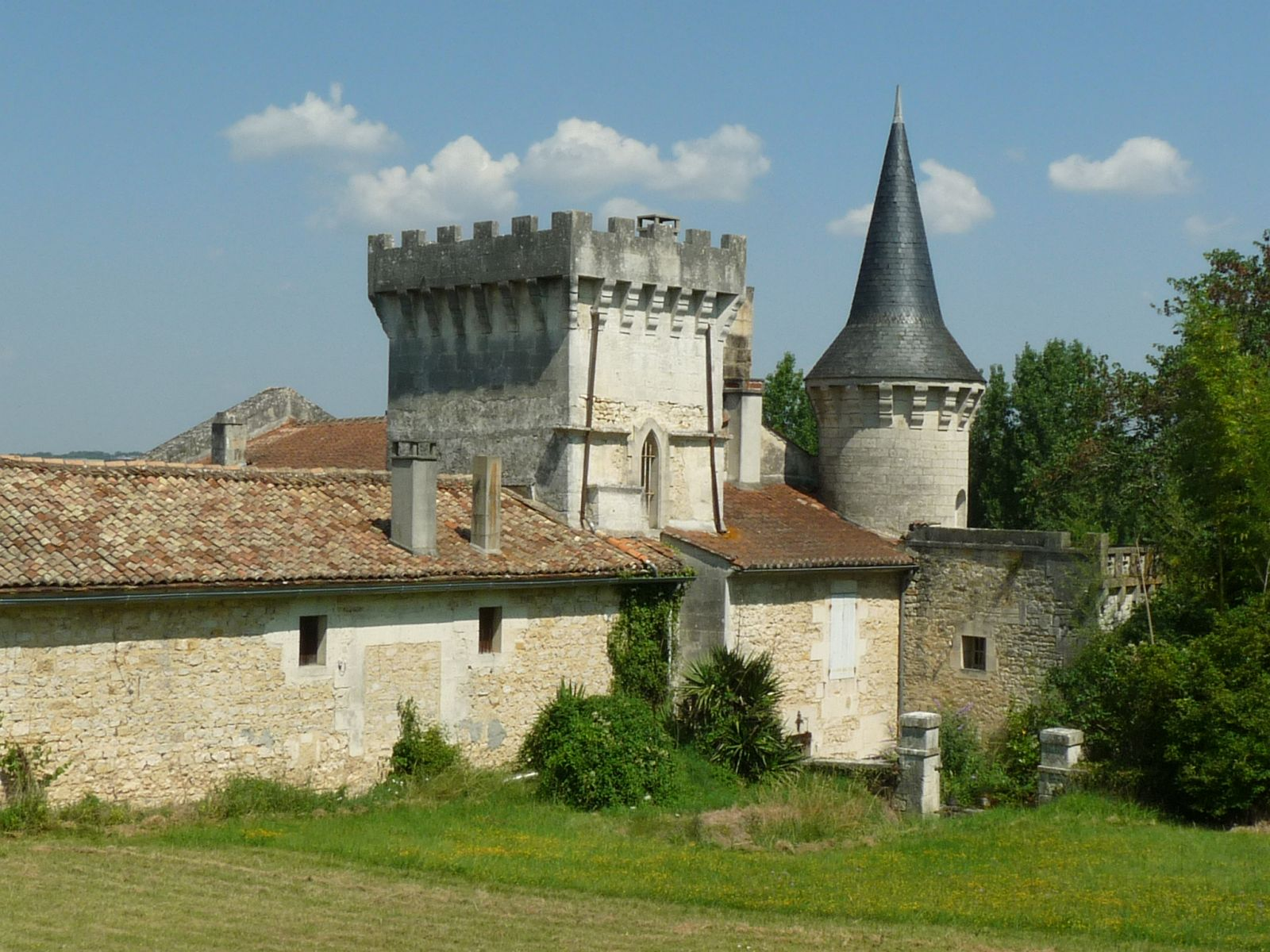
Logis de Pindray

- Die Pfarrkirche Saint-Michel ist ein aus exakt behauenen Natursteinen errichteter romanischer Bau aus dem 12. Jahrhundert mit einer wehrhaft anmutenden, schmucklosen, ungegliederten und beinahe quadratischen Westfassade und einem unscheinbaren Portal, das von zurückhaltend profilierten seitlichen Diensten gerahmt und von einem profilierten Blendbogen überfangen wird. Das Kirchenschiff wird von einem im Scheitel deutlich angespitzten Tonnengewölbe mit dicken unprofilierten Gurtbogenunterzögen überspannt; die flachschließende Apsis hat dagegen ein hochgotisches, leicht kuppelförmig gestaltetes Rippengewölbe.
- Zur Ausstattung der Kirche gehört eine insgesamt eher bäuerlich wirkende, aber dennoch in Teilen feingearbeitete Muttergottesstatue.
- Das Logis de Pindray ist ein spätmittelalterliches Landgut, das an der Stelle der im Hundertjährigen Krieg zerstörten Burg errichtet wurde und dessen Gebäude im Lauf der Zeit immer wieder restauriert und verändert wurden. Die repräsentative Fassade des Wohngebäudes (corps de logis) wurde erst im 19. Jahrhundert angebracht.
- Das Logis des Mérigots stand ehemals im Besitz des Templerordens und diente nach dessen Auflösung im Jahr 1312 jahrhundertelang als Hospital für Aussätzige (maladrerie), bis es im 18. Jahrhundert in Privatbesitz überging. Im Eingangsbereich befindet sich ein im Jahr 2005 unter Denkmalschutz gestelltes schmiedeeisernes Gitter aus dem 18. Jahrhundert[1], welches ursprünglich für die heute nicht mehr existente Abbaye de Beaulieu im Zentrum von Angoulême gefertigt wurde.
- Das im 16. Jahrhundert erbaute, danach aber wiederholt veränderte Logis de Bois Menu verfügt über einen polygonalen Turm aus der Renaissance.

## Partnergemeinden
- Bevagna, Umbrien (seit 2008)

## Persönlichkeiten
- Déborah Kpodar (* 1994), Handballspielerin